# Woman Haters
Woman Haters é um filme de curta-metragem estadunidense de 1934, dirigido por Archie Gottler. É o primeiro de um total de 190 filmes da série com os Três Patetas produzida pela Columbia Pictures entre 1934 e 1959.

## Enredo
Os Três Patetas (Jackie (Curly), Tom (Moe) e Jim (Larry)) são vendedores que chegam ao clube "Odeio Mulheres", formado por homens que decidiram não mais se envolverem romanticamente com pessoas do sexo feminino por causa de alguma desilusão ou desentendimento anterior, e aceitam tornarem-se membros. Pouco tempo depois, Jim fala que vai sair do clube e casar com Mary (Marjorie White), mas os outros dois não aceitam e o obrigam a assinar um documento de permanência. Jim casa ao ser ameaçado veladamente pelo pai da noiva e dois gigantescos irmãos dela e parte para a lua-de-mel, viajando de trem. Naturalmente, no trem ele encontra Jackie e Tom e tenta esconder deles que casou, dizendo que não conhece a mulher que está ao seu lado. Mary ouve os três conversando sobre o clube e resolve assediar Jackie e Tom para causar ciumes a Jim. Canta uma canção ("for you, for you my life my love my all") para cada um dos Patetas, flertando com eles e levando-os para a cabine dela, provando que a lealdade ao clube do trio era uma farsa. Finalmente, Mary conta aos outros que se casara com Jim e os empurra, fazendo com que Jackie e Tom caiam da janela do trem. Na cena final, os três já bem idosos se reunem novamente no clube. Não é revelado o que aconteceu com Mary.